# Qu'est-ce que maman comprend à l'amour ?
Pour plus de détails, voir Fiche technique et Distribution.
Qu'est-ce que maman comprend à l'amour ? (The Reluctant Debutante) est un film américain réalisé par Vincente Minnelli, sorti en 1958.

## Synopsis
L'action se déroule durant la « London Season » de Londres, une institution multiséculaire débutant après la fête de Pâques pour se terminer en août durant laquelle toute la bonne société britannique se rencontre lors de bals, diners ou courses hippiques. Le but est de faire « débuter » les jeunes filles de 17 ans afin qu'elles aient des chances de trouver un futur époux. 
À l'aéroport, Lord Jimmy Broadbent accueille Jane, sa fille d'un premier mariage, élevée aux États-Unis. Elle fait la connaissance de sa belle-mère Sheila, une jeune femme élégante, imaginative, soucieuse de faire au mieux des conventions pour sa jolie belle-fille. Elle y est poussée par sa rivalité avec une amie qui cherche à marier sa fille avec l'insipide David Fenner. 
Mais Jane n'apprécie ni les soirées mondaines ni les partis potentiels, à son goût trop guindés, que lui présente sa belle-mère. Jane, au grand désappointement et à la grande crainte de sa belle-mère, s'éprend d'un musicien italo-américain à la réputation sulfureuse.

## Fiche technique
Sauf indication contraire, les informations mentionnées dans cette section peuvent être confirmées par les bases de données cinématographiques  présentes dans la section « Liens externes ».
- Titre : Qu'est-ce que maman comprend à l'amour ?
- Titre original : The Reluctant Debutante
- Réalisation : Vincente Minnelli
- Scénario : William Douglas Home, d'après sa pièce
- Musique : Eddie Warner
- Photographie : Joseph Ruttenberg
- Direction artistique : Jean d'Eaubonne
- Décors : Robert Christides
- Costumes féminins : Pierre Balmain et Helen Rose
- Montage : Adrienne Fazan et Jane Loring
- Production : Pandro S. Berman
  - Production associée : Kathryn Hereford
- Sociétés de production : Avon Productions et Metro-Goldwyn-Mayer (MGM)
- Société de distribution : MGM
- Pays de production :  États-Unis
- Langue originale : anglais
- Genre : comédie
- Format : couleur (Metrocolor) - CinemaScope
- Durée : 92 minutes
- Date de sortie :
  - États-Unis : 14 août 1958 (New York)

## Distribution
Sauf indication contraire, les informations mentionnées dans cette section peuvent être confirmées par les bases de données cinématographiques  présentes dans la section « Liens externes ».
- Rex Harrison (VF : Gabriel Cattand) : Jimmy Broadbent
- Kay Kendall (VF : Jacqueline Porel) : Sheila Broadbent
- John Saxon (VF : Clément-Thierry) : David Parkson
- Sandra Dee (VF : Arlette Thomas) : Jane Broadbent
- Angela Lansbury : Mabel Claremont
- Peter Myers (VF : Michel Roux) : David Fenner
- Diane Clare (VF : Jeanine Freson) : Clarissa Claremont
- Ambrosine Phillpotts : Mlle Grey